# Birkat as-Sab
Birkat as-Sab (arab. بركة السبع) – miasto w północno-wschodniej części muhafazy Al-Minufijja w północnej części Egiptu, na północny zachód od Kairu.
Leży przy drodze nr 01 Kair - Aleksandria (pomiędzy miastami Banha i Tanta).